# Chili op de Olympische Winterspelen 1960
Tijdens de Olympische Winterspelen van 1960, die in Squaw Valley (Verenigde Staten) werden gehouden, nam Chili voor de vierde keer deel.

## Deelnemers en resultaten

### Alpineskiën
| Olympiër         | Discipline       | Resultaat | Prestatie                    |
| ---------------- | ---------------- | --------- | ---------------------------- |
| Hernán Boher     | afdaling (m)     | 38e       | 2.26,7 (+20,7)               |
| Hernán Boher     | reuzenslalom (m) | 56e       | 2.28,5 (+40,2)               |
| Hernán Boher     | slalom (m)       | 28e       | 2.47,1 (+38,2) 1.24,2+1.22,9 |
| Francisco Cortes | afdaling (m)     | 31e       | 2.20,8 (+14,8)               |
| Francisco Cortes | reuzenslalom (m) | 46e       | 2.14,3 (+26,0)               |
| Francisco Cortes | slalom (m)       | dq        | diskwalificatie              |
| Victor Tagle     | afdaling (m)     | 39e       | 2.26,9 (+20,9)               |
| Victor Tagle     | slalom (m)       | dq        | diskwalificatie              |
| Mario Vera       | reuzenslalom (m) | 36e       | 2.06,8 (+18,5)               |
| Vicente Vera     | afdaling (m)     | 32e       | 2.24,5 (+18,5)               |
| Vicente Vera     | reuzenslalom (m) | 38e       | 2.07,7 (+19,4)               |
| Vicente Vera     | slalom (m)       | dq        | diskwalificatie              |

Argentinië · Australië · Bulgarije · Canada · Chili · Denemarken · Duits eenheidsteam · Finland · Frankrijk · Groot-Brittannië · Hongarije · IJsland · Italië · Japan · Libanon · Liechtenstein · Nederland · Nieuw-Zeeland · Noorwegen · Oostenrijk · Polen · Sovjet-Unie · Spanje · Tsjecho-Slowakije · Turkije · Verenigde Staten · Zuid-Afrika · Zuid-Korea · Zweden · Zwitserland